# Cryoscopische constante
De cryoscopische constante of molaire vriespuntsverlagingsconstante, aangeduid met {\displaystyle K_{f}}, is een begrip uit de chemische thermodynamica, die het verband weergeeft tussen de vriespuntsverlaging van een stof en de molaliteit. De uitdrukking voor de cryoscopische constante is:
{\displaystyle K_{f}={\frac {\triangle T}{b\cdot i}}}
waarin {\displaystyle \triangle T} de vriespuntsverlaging in °C of in K is, {\displaystyle b} de molaliteit in mol/kg en {\displaystyle i} de van 't Hoff-factor voorstelt. De eenheid van de constante {\displaystyle K_{f}} is K × kg × mol−1.